# Xenasteia convergens
Xenasteia convergens är en tvåvingeart som beskrevs av Karen Ventura och Miguel Carles-Tolrá 2003.
Xenasteia convergens ingår i släktet Xenasteia och familjen Xenasteiidae. Inga underarter finns listade i Catalogue of Life.